# Тиберий Лициний Касий Касиан
Тиберий Лициний Касий Касиан (на латински: Tiberius Licinius Cassius Cassianus) e политик и сенатор на Римската империя през 2 век.
През 147 г. той е суфектконсул заедно със Секст Кокцей Севериан Хонорин.